# Ficus longibracteata
Ficus longibracteata är en mullbärsväxtart som beskrevs av Edred John Henry Corner. Ficus longibracteata ingår i släktet fikonsläktet, och familjen mullbärsväxter. Inga underarter finns listade i Catalogue of Life.